# Аеродром Истанбул
Међународни аеродром Истанбул (тур. İstanbul Havalimanı) је међународни аеродром највећег града Турске, Истанбула, смештен 20 километара северозападно од града. 
Године 2022. кроз овај аеродром је прошло више од 64 милиона путника, по чему је то био најпрометнији аеродром Европе те године и седми најпрометнији аеродром на свету. Са више од 48 милиона путника у међународном саобраћају био је то 5. најпрометнији аеродром света за међународни авио-саобраћај.
Аеродром је авио-чвориште за турске авио-превознике: „АтласГлобал”, „Онурер" и „Теркиш ерлајнс”.

## Авио-компаније и дестинације

### Путници
| Airlines                   | Destinations |
| -------------------------- | --- |
| Aegean Airlines            | Athens Seasonal: Heraklion, Mykonos (begins 5 June 2025), Rhodes (begins 20 May 2025), Santorini |
| Aeroflot                   | Moscow–Sheremetyevo, Saint Petersburg, Sochi, Yekaterinburg |
| Afriqiyah Airways          | Misrata, Tripoli–Mitiga |
| Air Albania                | Tirana |
| Air Algérie                | Algiers, Annaba, Constantine, Oran |
| Air Arabia                 | Fès,Шаблон:Bsn Rabat, Sharjah |
| Air Astana                 | Almaty, Astana, Atyrau |
| Air Baltic                 | Riga |
| Air Cairo                  | Sharm El Sheikh |
| Air China                  | Beijing–Capital |
| Air Europa                 | Madrid (begins 12 May 2025) |
| Air France                 | Paris–Charles de Gaulle |
| Air Montenegro             | Podgorica, Tivat |
| Air Samarkand              | Samarqand |
| Air Serbia                 | Belgrade, Kraljevo, Niš |
| All Nippon Airways         | Tokyo–Haneda |
| Ariana Afghan Airlines     | Kabul |
| Asiana Airlines            | Seoul–Incheon |
| ATA Airlines               | Tabriz, Tehran–Imam Khomeini |
| Azerbaijan Airlines        | Baku |
| Azimuth                    | Mineralnye Vody, Sochi |
| Badr Airlines              | Khartoum (suspended), Port Sudan |
| Belavia                    | Minsk |
| Berniq Airways             | Benghazi, Tripoli–Mitiga |
| British Airways            | London–Heathrow |
| Caspian Airlines           | Tehran–Imam Khomeini |
| China Eastern Airlines     | Shanghai–Pudong, Xi'an (begins 24 June 2025) |
| China Southern Airlines    | Beijing–Daxing, Guangzhou, Ürümqi |
| Croatia Airlines           | Seasonal: Split |
| Crown Airlines             | Tripoli–Mitiga |
| EasyJet                    | Bristol, Manchester |
| Egyptair                   | Alexandria, Cairo |
| Emirates                   | Dubai–International |
| Ethiopian Airlines         | Addis Ababa |
| Etihad Airways             | Abu Dhabi |
| Fly Baghdad                | Baghdad |
| Fly Oya                    | Tripoli–Mitiga |
| Flyadeal                   | Jeddah, Riyadh |
| FlyArystan                 | Aqtau, Qarağandy (begins 4. јун 2025.) |
| Flydubai                   | Dubai–International |
| FlyErbil                   | Erbil |
| Flynas                     | Riyadh |
| FlyOne                     | Chișinău |
| FlyOne Armenia             | Yerevan |
| Ghadames Air Transport     | Tripoli–Mitiga |
| Gulf Air                   | Bahrain |
| HiSky                      | Chișinău |
| Icelandair                 | Reykjavík–Keflavík (begins 5 September 2025) |
| IndiGo                     | Delhi, Mumbai |
| IrAero                     | Makhachkala, Moscow–Domodedovo, Sochi, Ufa |
| Iran Air                   | Isfahan, Tehran–Imam Khomeini |
| Iran Airtour               | Mashhad, Shiraz, Tabriz, Tehran–Imam Khomeini |
| Iran Aseman Airlines       | Tehran–Imam Khomeini |
| Iraqi Airways              | Baghdad, Basra, Erbil, Kirkuk, Najaf, Sulaimaniyah |
| Jazeera Airways            | Kuwait City |
| Jordan Aviation            | Amman–Queen Alia |
| Kam Air                    | Kabul |
| Karun Airlines             | Ahvaz |
| KLM                        | Amsterdam |
| KM Malta Airlines          | Malta (begins 2 June 2025) |
| Korean Air                 | Seoul–Incheon |
| Kuwait Airways             | Kuwait City |
| Libyan Airlines            | Tripoli–Mitiga |
| Libyan Wings               | Tripoli–Mitiga |
| LOT Polish Airlines        | Kraków, Warsaw–Chopin |
| Lufthansa                  | Frankfurt |
| Mahan Air                  | Tehran–Imam Khomeini |
| MedSky Airways             | Misrata, Tripoli–Mitiga |
| Meraj Airlines             | Tehran–Imam Khomeini |
| MIAT Mongolian Airlines    | Ulaanbaatar |
| Middle East Airlines       | Beirut |
| Norwegian Air Shuttle      | Seasonal: Oslo |
| Nouvelair                  | Sfax, Tunis |
| Oman Air                   | Muscat |
| Pegasus Airlines           | İzmir |
| Pobeda                     | Kazan, Makhachkala, Moscow–Vnukovo, Stavropol, Vladikavkaz, Volgograd |
| Qanot Sharq                | Namangan, Qarshi, Samarqand, Tashkent |
| Qatar Airways              | Doha |
| Qeshm Air                  | Tehran–Imam Khomeini |
| Red Wings Airlines         | Chelyabinsk, Kaluga, Kazan, Makhachkala, Moscow–Domodedovo, Moscow–Zhukovsky, Nalchik, Nizhnekamsk, Nizhny Novgorod, Orenburg, Perm, Samara, Sochi, Stavropol, Tyumen, Ufa, Vladikavkaz, Yekaterinburg |
| Rossiya Airlines           | Moscow–Sheremetyevo, Saint Petersburg |
| Royal Air Maroc            | Casablanca, Tangier Seasonal: Oujda |
| Royal Jordanian            | Amman–Queen Alia |
| S7 Airlines                | Moscow–Domodedovo, Novosibirsk |
| SalamAir                   | Muscat |
| Saudia                     | Jeddah, Medina, Neom Bay, Riyadh |
| SCAT Airlines              | Aktau, Aktobe, Almaty, Atyrau, Shymkent |
| Sichuan Airlines           | Chengdu–Tianfu |
| Singapore Airlines         | Singapore |
| Sky Express                | Athens |
| Somon Air                  | Dushanbe, Khujand |
| Southwind Airlines         | Moscow-Sheremetyevo |
| TAROM                      | Bucharest–Otopeni |
| Thai Airways International | Bangkok–Suvarnabhumi |
| Transavia France           | Bordeaux, Lyon, Montpellier, Nantes, Paris–Orly, Strasbourg |
| Tunisair                   | Tunis |
| Turkish Airlines           | Abidjan, Abu Dhabi, Abuja, Accra, Addis Ababa, Adıyaman, Ağrı, Aktau, Alexandria, Algiers, Almaty, Amman–Queen Alia, Amsterdam, Ankara, Antalya, Antananarivo, Aqaba, Ashgabat, Asmara, Astana, Athens, Atlanta, Baghdad, Bahrain, Baku, Bamako, Bangkok–Suvarnabhumi, Banjul, Barcelona, Bari, Basel/Mulhouse, Basra, Batman, Batumi, Beijing–Capital, Beirut, Belgrade, Benghazi, Berlin, Bilbao, Billund, Bingöl, Birmingham, Bishkek, Bodrum, Bogotá, Bologna, Bordeaux, Boston, Bremen, Brussels, Bucharest–Otopeni, Budapest, Buenos Aires–Ezeiza, Bukhara, Cairo, Çanakkale, Cancún, Cape Town, Caracas, Casablanca, Catania, Chicago–O'Hare, Chișinău, Cluj-Napoca, Cologne/Bonn, Colombo–Bandaranaike, Conakry, Constanța, Constantine, Copenhagen, Cotonou, Dakar–Diass, Dalaman, Dallas/Fort Worth, Damascus, Dammam, Dar es Salaam, Delhi, Denizli, Denpasar, Denver, Detroit, Dhaka, Diyarbakır, Djibouti, Doha, Douala, Dubai–International, Dublin, Durban, Dushanbe, Düsseldorf, Edinburgh, Edremit, Elazığ, Entebbe, Erbil, Ercan, Erzincan, Erzurum, Fergana, Frankfurt, Freetown, Ganja, Gaziantep, Gazipaşa/Alanya, Geneva, Gothenburg, Guangzhou, Hakkari, Hamburg, Hanover, Hanoi, Hatay, Havana, Helsinki, Ho Chi Minh City, Hong Kong, Houston–Intercontinental, Hurghada, Iğdır, Isfahan, Islamabad, Isparta, İzmir, Jakarta–Soekarno-Hatta, Jeddah, Johannesburg–O. R. Tambo, Juba, Kabul, Kahramanmaraş, Karachi, Kars, Kastamonu, Kathmandu, Kayseri, Kazan, Kigali, Kilimanjaro, Kinshasa–N'djili, Kirkuk, Konya, Kraków, Kuala Lumpur–International, Kütahya, Kuwait City, Lagos, Lahore, Leipzig/Halle, Libreville, Lisbon, Ljubljana, London–Gatwick, London–Heathrow, Los Angeles, Luanda, Lusaka Luxembourg, Lyon, Madrid, Malabo, Málaga, Malatya, Malé, Malta, Manchester, Manila, Maputo, Mardin, Marrakech, Marseille, Mashhad, Mauritius, Medina, Melbourne, Mersin/Adana, Merzifon, Mexico City, Miami, Milan–Malpensa, Mogadishu, Mombasa, Montréal–Trudeau, Moscow–Vnukovo, Mumbai, Munich, Muş, Muscat, Nairobi–Jomo Kenyatta, Najaf, Nakhchivan, Naples, N'Djamena, Nevşehir, Newark, New York–JFK, Niamey, Nice, Nouakchott, Nuremberg, Ohrid, Oran, Ordu/Giresun, Osaka–Kansai, Oslo, Ouagadougou, Palermo, Panama City–Tocumen, Paris–Charles de Gaulle, Phnom Penh (begins 10 December 2025), Phuket, Podgorica, Pointe Noire, Port Harcourt, Port Louis, Porto, Port Sudan (begins 3 June 2025), Prague, Pristina, Riga, Riyadh, Rize/Artvin, Rome–Fiumicino, Saint Petersburg, Salzburg, Samarqand, Samsun, San Francisco, Şanlıurfa, São Paulo–Guarulhos, Santiago de Chile, Sarajevo, Seattle/Tacoma, Seoul–Incheon, Shanghai–Pudong, Sharjah, Sharm El Sheikh, Shiraz, Singapore, Sinop, Şırnak, Sivas, Skopje, Sofia, Stockholm–Arlanda, Strasbourg, Stuttgart, Sydney, Tabriz, Ta'if, Taipei–Taoyuan, Tallinn, Tashkent, Tbilisi, Tehran–Imam Khomeini, Thessaloniki, Tivat, Tokat, Tokyo–Haneda, Tokyo–Narita, Toronto–Pearson, Toulouse, Trabzon, Tripoli–Mitiga, Tunis, Turin, Turkistan, Ulaanbaatar, Urgench, Valencia, Van, Vancouver, Varna, Venice, Vienna, Vilnius, Warsaw–Chopin, Washington–Dulles, Yaoundé, Zagreb, Zanzibar, Zonguldak, Zürich Seasonal: Cebu, Dubrovnik, Mahé, Moroni, Rovaniemi |
| Turkmenistan Airlines      | Ashgabat |
| Ural Airlines              | Moscow–Domodedovo, Sochi, Yekaterinburg |
| Utair                      | Grozny Seasonal: Ufa (begins 1. јун 2025.) |
| Uzbekistan Airways         | Bukhara, Fergana, Nukus, Samarqand, Tashkent, Urgench |
| Vueling                    | Barcelona |
| Wizz Air                   | Budapest, Iași, London–Gatwick, London–Luton |
| Yazd Airways               | Gorgan, Tehran–Imam Khomeini |

## Приступ

### Метро
Метро линија М11 отворена је 22. јануара 2023., првобитно је ишла до Кагитана. Пуштањем продужетка линије Гајретепе 29. јануара 2024., возови саобраћају ка истоку до Гајретепеа и ка западу до Арнавуткеја. Продужетак до Халкалија је у изградњи.